# Mexcaltepec I
Mexcaltepec I är en ort i Mexiko.   Den ligger i kommunen Chilapa de Álvarez och delstaten Guerrero, i den södra delen av landet, 210 km söder om huvudstaden Mexico City. Mexcaltepec I ligger 1 666 meter över havet och antalet invånare är 460.
Terrängen runt Mexcaltepec I är huvudsakligen kuperad, men söderut är den bergig. Runt Mexcaltepec I är det ganska glesbefolkat, med 39 invånare per kvadratkilometer. Närmaste större samhälle är Chilapa de Alvarez, 11,4 km nordväst om Mexcaltepec I. I omgivningarna runt Mexcaltepec I växer huvudsakligen savannskog.